# Киста на яйчника
Кистата на яйчниците е най-често срещано заболяване в репродуктивна възраст на жената.
Яйчникът е репродуктивен орган при жените, като всяка жена има по два такива. Разположени в таза – по един във всяка страна на матката. Всеки яйчник е с размерите и формата на бадем. Яйчниците произвеждат яйцеклетки и женски хормони. Яйчниците са основният източник на женските полови хормони, които контролират развитието на женските полови белези: гърди, форма на тялото, специфично окосмяване и пр. Регулацията на менструалния цикъл и бременността са тясно свързани с тях. Кистите на яйчниците са затворени структури в рамките на яйчниците, които съдържат течни, газообразни или полутвърди вещества.
Кистата е доброкачествено туморно образувание, което представлява кухина, изпълнена със съдържание. Тя не се образува на принципа на деленето, а на принципа на раздуването. Характерът на съдържанието и размера на кистата определят причината за възникването ѝ.
Ако кистата е малка по размер и не причинява никакви симптоми, може да се наблюдава в продължение на няколко месеца с помощта на ултразвук.

## Видове кисти на яйчниците
- Функционална (фоликуларна) – обикновено изчезва без външна намеса в рамките на 2 – 3 менструални цикъла.
- Дермоидна – изпълнена с различни тъкани като например коса, кости и кожа.
- Муцинозна – състои се от слуз и може да достигне огромни размери (до 10 кг).
- Ендометриоза (т.нар. шоколадова киста) – тъкани, които са вътре в матката и менструират всеки месец, попадат в яйчника и менструират в яйчниците, като по този начин кистата се пълни със стара кръв с кафяв цвят (оттук и името).
- Поликистоза – струпани фоликулярни малки кисти запълват яйчниците, понякога наличие при жени с поликистозен синдром, но дори и жени, които не страдат от някакво заболяване, не са имунизирани против кисти от този тип.[1]

## Симптоми
- Високи производства на инсулин, хипергликемия.
- Тъпа или тежка, внезапна и остра болка или дискомфорт в долната част на корема (едната или двете страни), таза, вагината, долната част на гърба или бедрата. Болката може да бъде постоянна или периодична като това е най-честият симптом.
- Пълнота, тежест, натиск или подуване на корема.
- Чувствителност на гърдите.
- Болка по време на или малко след началото или в края на менструалния цикъл.
- Нередовна менструация или необичайно маточно кръвотечение.
- Промяна в честотата или лекота на уриниране (като например невъзможност пикочният мехур да се изпразни напълно) или проблеми с изхождането поради натиск върху съседната тазова анатомия.
- Увеличаване на теглото.
- Гадене или повръщане.
- Умора.
- Безплодие.
- Повишено ниво на растеж на косата.
- Повишено окосмяване по лицето или тялото.
- Главоболие.
- Странни болки в ребрата.
- Подуване на корема.
- Странни възли, които се чувстват под кожата.